# Albéric Magnard
Lucien Denis Gabriel Albéric Magnard (París, 9 de juny de 1865 - Baron (Oise), 3 de setembre de 1914) fou un compositor francès del Romanticisme.

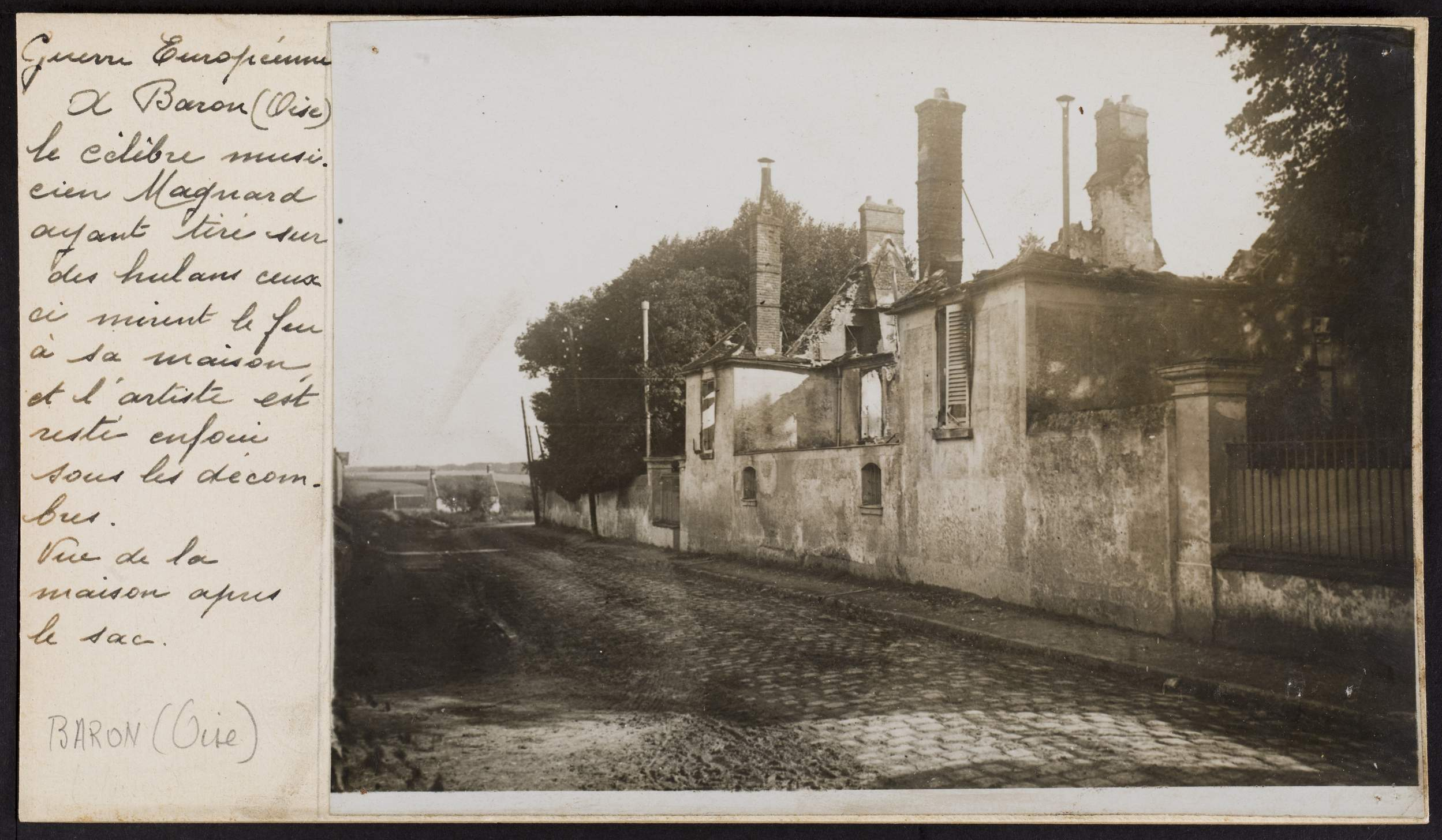
La casa de Magnard destruïda pels alemanys el 1914, i on el compositor va morir

Estudià en el Conservatori de París, on tingué per mestres a Massenet i Dubois, i fou deixeble particular de d'Indy. El 1888 publicà Trois pièces, per a piano, i des de llavors desenvolupà la seva personalitat artística amb una tasca no gaire abundant, però molt original. Magnard, com tots els compositors moderns, observava en les seves obres els principis fonamentals de l'estètica wagneriana, però per la forma i per l'esperit se'l pot considerar com un dels mantenidors de la música pura. També fou professor del conservatori de la capital francesa, on entre altres alumnes tingué a Amédée Gastoué.
En esclatar la Primera Guerra Mundial, Magnard residia amb la seva família en les seves possessions de Baron (Oise) incendiades pels alemanys per haver disparat el mateix Magnard contra ells, ignorant-se si fou mort pels trets enemics, o es suïcidà, o bé si va morir entre les flames.

## Obres
- Trois pièces pour piano, Op. 1
- Suite dans le style ancien, Op. 2, for orchestra
- Six poèmes, Op. 3, for voice and piano

1. "À Elle"
2. "Invocation"
3. "Le Rhin allemand"
4. "Nocturne"
5. "Ad fontem"
6. "Au poète"
- Symphony No. 1 in C minor, Op. 4
- Yolande, opera (1888–1891), Op. 5
- Symphony No. 2 in E, Op. 6
- Promenades, Op. 7, for piano
- Quintet for piano, flute, oboe, clarinet & bassoon in D minor, Op. 8
- Chant funèbre, Op. 9
- Overture, Op. 10
- Symphony No. 3 in B-flat minor, Op. 11
- Guercoeur, opera (1897–1900), Op. 12
- Sonata for Violin and Piano in G, Op. 13
- Hymne à la justice, Op. 14
- Quatre poèmes, Op. 15, for baritone and piano
- String Quartet in E minor, op. 16
- Hymne a Venus, Op. 17
- Trio for Piano and Strings in F minor, Op. 18
- Bérénice, opera (1905–1909), Op. 19
- Sonata for Cello in A, Op. 20
- Symphony No. 4 in C-sharp minor, Op. 21
- Douze poèmes, Op. 22
- En Dieu mon esperance
- À Henriette